# Гутман, Геннадий Михайлович
Геннадий Михайлович Гутман (род. 1 ноября 1973) — украинский шахматист, гроссмейстер (2001).

## Биография
Родился 1 ноября 1973. Начал заниматься шахматами в 1980 году под руководством Петра Архиповича Бойко, у которого прозанимался восемь лет. Позднее тренировался у нескольких тренеров, из которых наибольшее влияние на формирование шахматных качеств имел гроссмейстер СССР Игорь Платонов. В школьные годы Геннадий Гутман играл во множестве юношеских соревнований и показывал хорошие результаты и интересную игру. Учился в Киевском институте физкультуры. В 1992 году начал работать в днепропетровской ДЮСШ-9, с 1994 года начал тренерскую деятельность. Наилучшие результаты Гутмана в качестве практикующего шахматиста пришлись на конец 1990-х — начало 2000-х годов. Так, в международном турнире в Чимкенте он разделил 1-6 места в компании сильнейших казахских шахматистов и англичанина Найджела Шорта. В составе команды Днепропетровской области стал 3-м призёром II Всеукраинских летних спортивных игр (1999), набрав 7½ очков в 11 партиях. Гутман — практически постоянный участник фестивалей Czech Open в чешском Пардубице. Третий призёр турнира A на международном фестивале в чешском городе Пардубице (2003), многократный победитель и призёр других турниров фестиваля в течение многих лет, в том числе в активных шахматах и блице. Второй призёр чемпионата Днепропетровской области (1997, 1999). Чемпион Днепропетровской области по быстрым шахматам (1999, 2001), третий призёр (1998). Воспитал целую плеяду сильных днепропетровских шахматистов. В разное время тренировал будущих международных гроссмейстеров Д. Максимова, Я. Зинченко, А. Карлович, международных мастеров Д. Маркина, Вяч. Борисенко, мастеров спорта С. Короткевича и Д. Орлянскую. Благодаря постоянному жизненному оптимизму, Геннадий Михайлович для многих своих учеников стал примером для подражания и образцом позитивного отношения к жизни, а также сумел изложить сложную шахматную науку в живой и интересной форме. В 2001 году открыл при Еврейском общинном центре Днепропетровска собственную шахматную школу. После смерти А.Мороза был инициатором проведения турниров его памяти, а в 2012 году стал директором-организатором Первого международного шахматного фестиваля «Днепропетровская осень» памяти А. С. Мороза.

## Изменения рейтинга
| Графики недоступны из-за технических проблем. См. информацию на Фабрикаторе и на mediawiki.org. |